# Leiobunum coccineum
Leiobunum coccineum is een hooiwagen uit de familie Sclerosomatidae.